# NGC 5723
NGC 5723 est une lointaine galaxie lenticulaire (elliptique ?) située dans la constellation du Bouvier. Sa vitesse par rapport au fond diffus cosmologique est de 11 025 ± 9 km/s, ce qui correspond à une distance de Hubble de 163 ± 11 Mpc (∼532 millions d'al). NGC 5723 a été découverte par l'astronome irlandais R. J. Mitchell en 1855.